# Acidiella abdominalis
Acidiella abdominalis är en tvåvingeart som först beskrevs av Zia 1938.  Acidiella abdominalis ingår i släktet Acidiella och familjen borrflugor. Inga underarter finns listade i Catalogue of Life.